# Judy Chu
Judy May Chu (ur. 7 lipca 1953 w Los Angeles) – amerykańska polityk, członkini Partii Demokratycznej.

## Działalność polityczna
Od 2001 do 2007 zasiadała w Zgromadzeniu Stanowym Kalifornii. W okresie od 14 lipca 2009 do 3 stycznia 2013 przez dwie kadencje była przedstawicielką 32. okręgu, a od 3 stycznia 2013 jest przedstawicielką 27. okręgu wyborczego w stanie Kalifornia w Izbie Reprezentantów Stanów Zjednoczonych.